# Alissa White-Gluz
Alissa White-Gluz (Montréal, 31 luglio 1985) è una cantante canadese, nota per essere la cantante del gruppo Arch Enemy ed esser stata la voce del gruppo musicale deathcore The Agonist.

## Biografia
Alissa White-Gluz, nata il 31 luglio 1985 a Montreal, nel Québec, proviene da una famiglia di origine ebraica: durante la seconda guerra mondiale i suoi nonni furono deportati nei campi di concentramento nazisti da dove, tuttavia, riuscirono a fuggire espatriando poi in Canada. Tale evento è alla base della canzone First Day in Hell, presente nell'album Will to Power.
Cresciuta in una famiglia di vegetariani, è vegana dal 1998 e ha fatto seguire le sue orme anche a Paul Caiafa, suo compagno dal 2014 e chitarrista del celebre gruppo horror punk dei Misfits, meglio noto come Doyle Wolfgang von Frankestein; aderisce inoltre allo stile di vita noto come straight edge, improntato all'astensione da alcol, fumo e droghe. Attivista per i diritti degli animali sin dall'infanzia, ha ricevuto diversi riconoscimenti per aver lavorato in alcune attività contro il loro maltrattamento, tra cui il premio Libby dalla PETA per il suo impegno in una campagna internazionale contro la caccia alle foche canadesi. Nel febbraio 2023 è apparsa nel documentario Punk Rock Vegan Movie diretto dal musicista Moby e nello stesso anno ha posato travestita da sirena per una campagna pubblicitaria contro la pesca sostenuta dalla stessa PETA.

## Carriera

### The Agonist (2004-2014)

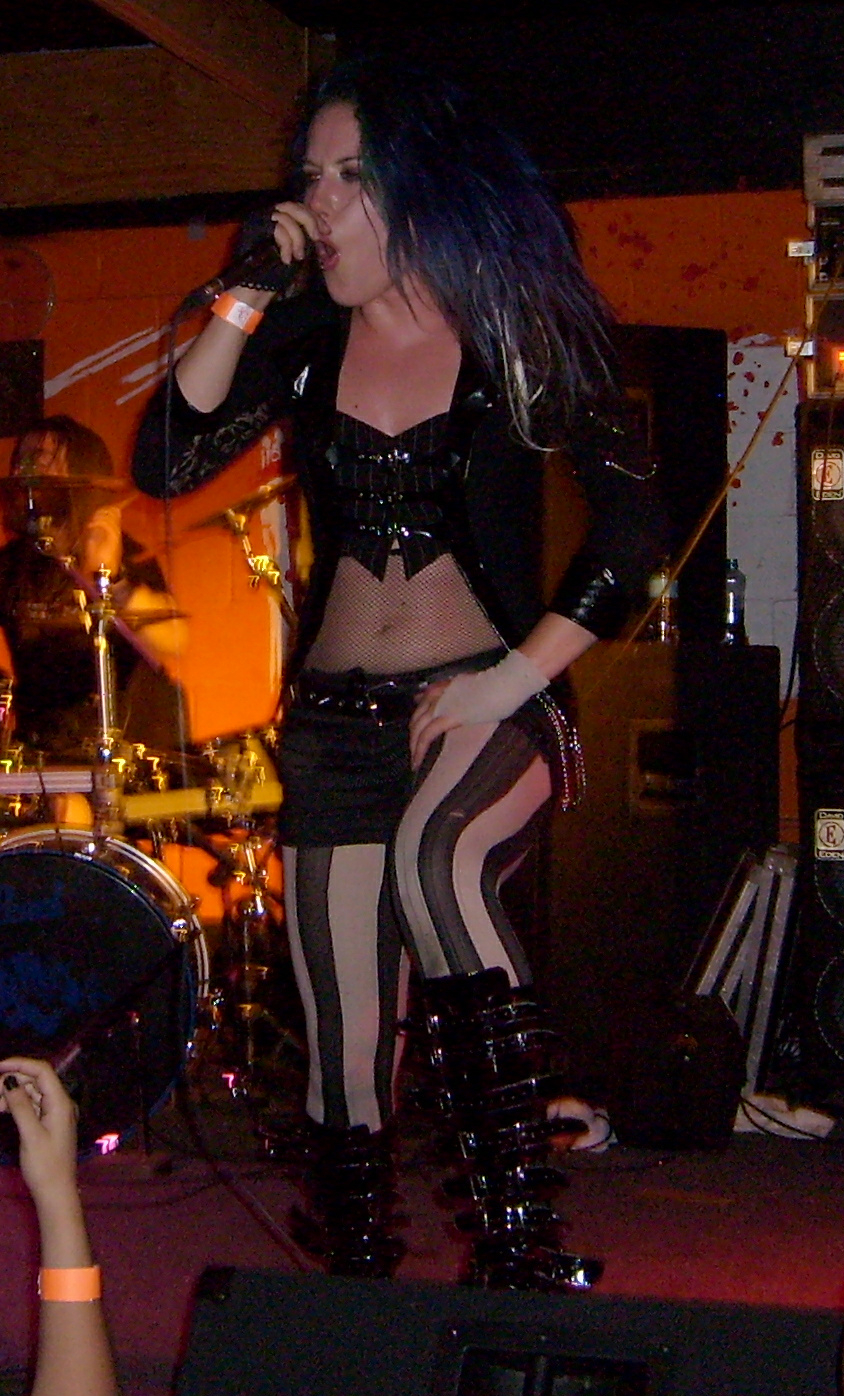
Alissa White-Gluz con i The Agonist nel 2009

Sin da bambina dimostra di essere appassionata alla musica punk e heavy metal tant'è che nel 2004, all'età di diciannove anni, fonda la band melodic death metal The Tempest che successivamente diventerà nota col nome dei The Agonist. È grazie alla band che White-Gluz si fa conoscere in tutto il mondo per la sua capacità di alternare radicalmente la sua voce pulita col growl. Con i The Agonist pubblicherà tre album: Once Only Imagined (2007), Lullabies for the Dormant Mind (2009) e Prisoners (2012).
Nel marzo 2014 ha annunciato il suo abbandono dal gruppo dichiarando di avere delle novità in serbo per i suoi progetti musicali futuri. Nell'aprile 2017, durante il War Eternal Tour, Alissa dichiara di aver abbandonato il gruppo perché gli altri membri l'avevano cacciata e la tagliavano fuori da qualsiasi cosa che li riguardasse, definendo il tutto come «il più grande tradimento ricevuto nella sua vita». I membri della band rispondono alle accuse della cantante con un post su Facebook smentendo le sue parole.

### Arch Enemy (2014-presente)

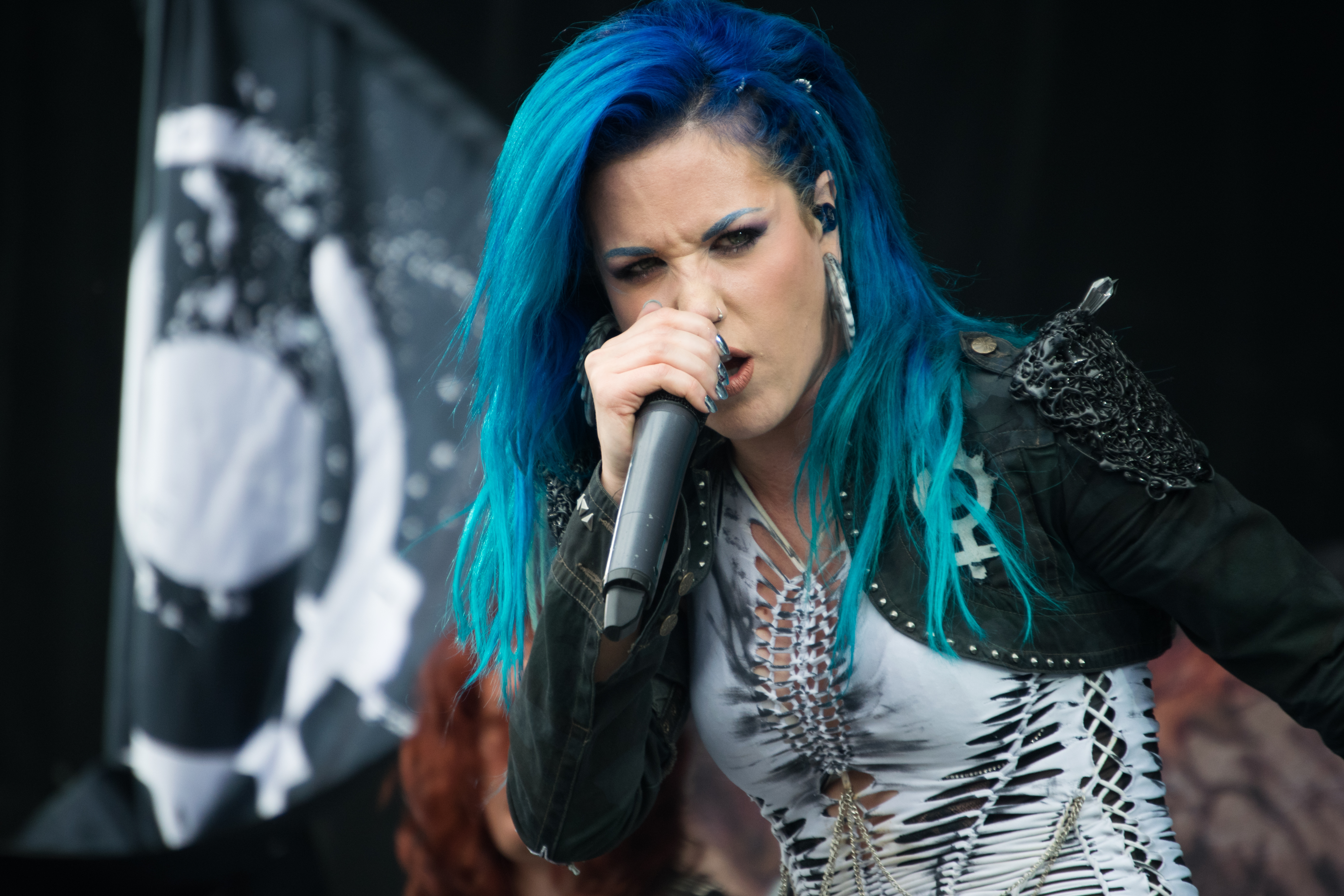
Alissa White-Gluz con gli Arch Enemy nel 2015

Il 17 marzo 2014 viene annunciato attraverso un comunicato stampa che White-Gluz è divenuta ufficialmente la nuova cantante degli Arch Enemy, sostituendo la precedente cantante Angela Gossow. Al suo posto nei The Agonist è entrata Vicky Psarakis. Il 9 giugno 2014 esce il loro primo album con Alissa intitolato War Eternal la cui pubblicazione è anticipata dall'omonimo singolo. L'album riesce ad ottenere un buon riscontro a livello commerciale permettendo alla band di stare in tour per ben tre anni. Nel gennaio 2017 la band annuncia di essere al lavoro per un nuovo album la cui uscita è prevista entro la fine dell'anno e che pubblicherà anche un DVD live. Il 31 marzo esce il loro album live As The Stages Burn! con relativo DVD e CD audio che riprende il loro live durante il concerto al Wacken Open Air del 2016. Il 14 luglio 2017 viene pubblicato il singolo The World Is Yours che anticipa l'album Will to Power uscito l'8 settembre dello stesso anno.

### Altre attività
Nel settembre del 2012 si esibisce durante una data del tour dei Nightwish insieme a Elize Ryd degli Amaranthe per sostituire la cantante Anette Olzon inabilitata a cantare a causa di problemi di salute. Lo stesso anno appare in un episodio di Made su MTV dove aiuta una ragazza a diventare una metal screamer. Dal 2015 è una special guest in vari tour dei Kamelot con cui ha eseguito diverse collaborazioni. È apparsa, inoltre, in diverse edizioni della rivista Revolver, come una tra le donne più belle dello scenario metal. Nel 2019 ha doppiato il personaggio Swarm Hunter del videogioco Gears 5.

## Discografia

### Con i The Agonist
- 2007 – Once Only Imagined
- 2009 – Lullabies for the Dormant Mind
- 2012 – Prisoners

### Con gli Arch Enemy
- 2014 – War Eternal
- 2017 – As the Stages Burn! (live)
- 2017 – Will to Power
- 2019 – Covered in Blood
- 2022 – Deceivers